# Optimierungsgebot
Als Optimierungsgebot bezeichnet man in der verwaltungsgerichtlichen Rechtsprechung einen Belang, der in einer behördlichen Planung zwingend zu berücksichtigen ist. Es solle nach dem Bundesverwaltungsgericht möglichst weitgehende Beachtung finden. Ein Optimierungsgebot kann aber in der Abwägung durch überragende entgegenstehende Belange „weggewogen“ werden. Das heißt, wesentlich stärkere entgegenstehende Belange können sich gegen das Optimierungsgebot dergestalt durchsetzen, dass das Optimierungsgebot völlig verdrängt wird. Zu unterscheiden sind Optimierungsgebote von zwingenden Versagensgründen, die nicht durch entgegenstehende Belange weggewogen werden können.
Ein Beispiel für ein Optimierungsgebot ist das Trennungsgebot nach § 50 S. 1 BImSchG, wonach emittierende Anlagen dort zu errichten sind, wo schädliche Umweltauswirkungen auf Wohngebäude vermieden werden.